# Diyarbakırska trdnjava
Diyarbakırska trdnjava (turško Diyarbakır Kalesi) je zgodovinska trdnjava v Surju, Diyarbakır, Turčija. Sestavljata jo notranja trdnjava in zunanja trdnjava.
Trdnjava ima štiri glavna vrata: Dağ (Gorska) vrata, Urfska vrata, Mardinska vrata in Nova (Yeni) vrata.  Obzidje je dediščina starega rimskega mesta Amida. Obzidje v sedanji obliki je sredi 4. stoletja n. št. zgradil cesar Konstancij II. (vladal 337-361). Je najširše in najdaljše v celoti ohranjeno obzidje na svetu, ki ga presega samo Kitajski zid. Daljše je bilo tudi Teodozijevo obzidje v Konstantinoplu, ki ni več popolno.
Trdjava je bila leta 2000 vpisana na seznam predlogov za vpis v Unescov seznam svetovne dediščine, na katerega je bila skupaj s Hevselskimi vrtovi vpisana leta 2015.

## Obnova
Od leta 2000 do 2007 je bila med županovanjem Feriduna Çelika opravljena obsežna obnova mestnega obzidja. Zgradbe, ki so se naslanjale ne mestno obzidje so bile podrte, obzidje je bilo očiščeno in ob obzidju je bil urejen park. Obzidje in trdnjavo so primerjali s Kitajskim zidom, po izbruhu vojne leta 2015 pa se je stanje začelo spreminjati. Trdnjavsko obzidje se je podrlo, skupaj z njim pa še mošeja, dve cerkvi in domovi številnih meščanov, ki so bili zato primorani zapustiti nekaj delov mesta.
Ker se je vojna nadaljevala, sta si turška vlada in UNESCO začela prizadevati za ohranitev in obnovo mesta, ki bi trajala dve leti. Začela bi se z rušenjem dela mesta. UNESCO je 4. julija 2015 trdnjavo in kulturno krajino Hevselskih vrtov dodal na Unescov seznam svetovne dediščine. Unescov glavni namen je bil zaščititi okolje dežele, bolj kot samo dediščino regije. Turški premier je govoril tudi o načrtih svoje vlade za rekonstrukcijo mestnega obzidja kot velike turistične atrakcije, ki naj bi bila podobna Parizu. To je v Diyarbakırju sprožilo precejšnje polemike, ker so nekateri domačini trdili, da bi mesto s tem izgubilo svojo starodavno kulturno dediščino.

## Arhitektura
Diyarbakirska trdnjava je zgrajena iz črnega bazalta in nežgane opeke in je doživela nešteto obnov. Zidovi iz bazalta so izjemno trajni, kar je eden od vzrokov, da so po več kot 2000 letih ostali skoraj nedotaknjeni. Trdnjava spada med najbolje ohranjene primere gradov in trdnjav, ki se na eni strani naslanjajo na neko naravno oviro, na primer na klif ali reko. Obzidje ima razen obrambne tudi simbolično funkcijo. Napisi na notranjem mestnem obzidju (utrdbi) pričajo o zgodovini mesta Diyarbakir.
Sedanjo Diyarbakirsko trdnjavo je mogoče razdeliti v dva kategoriji: zunanje obzidje in citadelo. Na severovzhodu naseljenega dela Diyarbakirja. Večina obzidja je zgrajena v tradicionalnih konstrukcijskih in gradbenih slogih. Stolpi imajo 2-4 nadstropja z zidovi, ki so v pritličju debeli 4,4,m in se v višjih nadstropjih tanjšajo.
Grajski načrti razkrivajo prevlado dveh različnih oblik stavb, krožne in štirikotne. Obzidje je bilo razdeljeno na pet sklopov. Prve štiri so tvorili stolpi okoli štirih glavnih vrat, petega pa stolpi okoli citadele. Od prvotnih 82 stolpov zunanjega mestnega obzidja jih še vedno stoji 64, od 18 stolpov citadele pa stojijo še vsi. Trdnjava je zaradi kulturnih sprememb doživela več sprememb. Bila je preurejena, popravljena in/ali povišana, na splošno pa je ostala nespremenjena.

## Gradnja
Mesto Diyarbakir in njegovo obzidje imata tudi predrimsko zgodovino. 
Prvo Diyarbakirsko trdnjavo so leta 297 n. št. zgradili Rimljani. Leta 349 so jo na ukaz cesarja Konstancija II. (vladal 350-361) znatno razširili. V naslednjih več kot 1500 letih so jo širili in utrjevali z vulkansko kamnino iz bližnjih kamnolomov. Trdnjavsko obzidje je imelo štiri glavna vrata in 82 stolpov. Stolpe so zgradili večinoma Rimljani, v osmanskem obdobju pa so jih v 15. in 16. stoletju obnovili. Med obleganjem Diyarbakirja so namreč Osmani s topovi uničili obzidje,  zato so ga morali po porazu Safavidov obnoviti. Sednaje obzidje je večinoma takšno, kot je bilo po obnovi. Okoli mesta sklepa obroč, dolg okoli pet kilometrov. Visoko je okoli 10 metrov in debelo 3-5 m. Leta 1930 se je del obzidja porušil. Obzidje je za Kitajskim zidom drugo največje ohranjeno obrambno obzidje na svetu.

## Zgodovina
Diyarbakirska trdnjava se je zgradila, dograjevala in bila v rabi v rimskem in osmanskem obdobju. Imela je notranje in zunanje obzidje in več stolpov in vrat. na obzidju je bilo okoli 63 napisov iz razičnih zgodovinskih obdobij. V njih so svoje sledi pustili tudi Huriti, Medijci, Armenci, Rimljani, Sasanidi, Bizantinci, Marvanidi (Kurdi) in Osmani. Mesto se zato šteje za večkulturno in večjezično. Pred kratkim je vojna med turško vojsko in kurdskimi gverilci povzročila poškodbe trdnjave in bližnjih spomenikov in prekinila načrt turške vlade za ohranitev zgodovinske trdnjave v upanju, da bo privabila turiste v diyarbakirsko kulturno okolje. Po koncu spopadov je turška vlada porušila približno tretjino zgodovinskega starega mesta in povzročila nepopravljivo škodo.

## Zunanji povezavi
- Sur Tour Guide Arhivirano 2021-05-13 na Wayback Machine. – Sur Government web site
- Van Berchem, Max, & Josef Strzygowski (1910). Amida: Materiaux pour l'épigraphie et l'histoire Musulmanes du Diyar-Bekr